# Куплетский, Михаил Архипович
Михаи́л Архи́пович Купле́тский (род. 1848, с. Кажирово Костромская губерния — 1918) — русский журналист.

## Биография
Учился в Санкт-Петербургской духовной академии.
С конца 1870-х помещал статьи по церковно-общественным вопросам в «Страннике», писал в «Еженедельном Обозрении». С 1886 редактировал «Сын отечества». Член Общего присутствия хозяйственного управления при Священном Синоде. Постоянный член Издательской комиссии при Священном Синоде.